# Олег (Черепанин)
Архимандри́т Оле́г (в миру Олег Михайлович Черепанин; 30 ноября 1961, Гомель, Белорусская ССР) — священник Русской православной церкви, представитель Русской православной церкви в Королевстве Таиланд (2001—2019), благочинный Патриарших приходов в Королевстве Таиланд (2016—2019), настоятель Свято-Николаевского собора в городе Бангкоке (с 1999), секретарь Таиландской епархии (с 2019).

## Биография
Родился 30 ноября 1961 года в семье служащего в городе Гомеле Белорусской ССР.
В 1981 году окончил Ярославское театральное училище по специальности «актёр театра кукол» и был распределён в Петропавловск-Камчатский, где стал работать в местном театре. В то время в Камчатской области практически не было действующих храмов. В Вербное воскресенье ему удалось попасть на нелегальное собрание верующих. С юношеским максимализмом он стал добиваться официальной регистрации их православной общины, за что вскоре был выслан из города.
В 1984 году стал келейником митрополита Ярославского и Ростовского Иоанна. В том же году поступил в Московскую духовную семинарию. Параллельно служил в Ярославском епархиальном управлении, сначала референтом митрополита Иоанна по приёму иностранных делегаций, затем заведующим канцелярией.
В 1985 году был пострижен в рясофор, и в том же году митрополитом Иоанном рукоположён в сан иеродиакона.
В 1986 тот же архиерей постриг его в мантию и рукоположил во иеромонаха с назначением настоятелем архиерейского домового храма во имя святителя Иннокентия, митрополита Московского.
Позже переведён в Благовещенский храм посёлка Яковлевского города Ярославля.
В 1987 году архиепископ Ярославский и Ростовский Платон (Удовенко) назначил его настоятелем храма преподобного Сергия Радонежского в селе Татищев Погост Ростовского района Ярославской области. Духовником архимандрита Олега был архиепископ Михей (Хархаров).
В 1989 году окончил Московскую духовную семинарию по первому разряду.
В 1990 году избран депутатом Ярославского областного Совета народных депутатов. Выступал за демократизацию общества, поддерживал оппозиционных КПСС депутатов. В августе 1991 года подписал воззвание группы ярославской общественности против ГКЧП.
В 1994 году был избран в первый созыв Ярославской областной Думы и стал председателем постоянной комиссии по социальной политике.
В 1996 году в связи с истечением полномочий Ярославской областной Думы первого созыва перестал быть её депутатом.
В 1997 году отец Олег возглавил Миссионерский комитет Ярославской епархии, в то же время преподавая в Ярославском духовном училище сравнительное богословие. Одновременно по просьбе губернатора Ярославской области Анатолия Лисицына служил советником губернатора области по работе с религиозными объединениями.
В 1998 году возведён в сан игумена.
28 декабря 1999 года Священный синод постановил «образовать в городе Бангкок (Таиланд) приход Русской Православной Церкви — во имя Святителя Николая» и назначил игумена Олега его настоятелем.
Прибыв в Таиланд, столкнулся со множеством трудностей, начиная с того, что он не владел тайским языком. Две недели он питался пустым рисом. Видя это, соседи-тайцы стали понемногу подкармливать бедствующего монаха. Как отмечал один из первых его прихожан Мишель де Валери: «Какое-то время отцу Олегу приходилось проводить богослужения под манговым деревом ввиду ряда трудностей с помещением. Первая церковь находилась в бывшем здании представительства ООН».
С Православием в стране были знакомы плохо, и поначалу отца Олега считали сектантом, поэтому по прибытии он первым делом нанёс визиты вежливости главам местных религиозных общин, государственным властям, а также уведомил о своем существовании русских предпринимателей города. Некоторые, принимая его, даже не предлагали сесть. Один русский предприниматель, ставший позднее его прихожанином, так вспоминал свои впечатления: «Я сначала подумал, что это какой-то мошенник, который захотел на шару денег срубить. Звоню в наше посольство, они ни про какого батюшку из России не слышали. Поехал на саму церковь посмотреть, приезжаю, а там сарай какой-то стоит. Ну, думаю, точно разводят».
18 ноября 2001 года посетивший Таиланд митрополит Кирилл (Гундяев) совершил в бангкокском храме во имя Святителя и Чудотворца Николая Божественную литургию, за которой возложил на настоятеля храма игумена Олега крест с украшениями.
27 декабря 2001 года решением Священного синода Русской православной церкви был назначен первым представителем Русской православной церкви в Королевстве Таиланд с поручением духовного окормления православной паствы в соседних Камбодже и Лаосе.
В 2005 году был выстроен первый храм. По мере становления деятельности прихода православием всё чаще начинали интересоваться коренные тайцы. В 2009 году отмечалось: «в наш [Никольский] храм ходит немало тайцев, некоторые из них уже приняли крещение, другие готовятся к нему, познают азы православной веры. Если человек выражает желание принять крещение, то отец Олег вначале беседует с ним, даёт ему Евангелие, христианскую литературу, чтобы человек мог подготовиться и сознательно принять крещение».
19 декабря 2009 года в Никольском храме в Бангкоке в ходе торжеств десятилетия Православия в Таиланде в соответствии с указом патриарха Московского и всея Руси Кирилла архиепископом Волоколамским Иларионом (Алфеевым) был возведён в сан архимандрита.
24 августа 2012 года принял участие в открытии первой русской общеобразовательной школы в Паттайе, торжественно перерезав ленточку.
21 октября 2016 года решением Священного синода назначен благочинным Патриарших приходов в Королевстве Таиланд. 26 февраля 2019 года Священный Синод упразднил благочиния приходов Московского Патриархата в Таиланде.

## Награды
- Орден Дружбы (17 декабря 1994 года) — за заслуги перед народом, связанные с развитием российской государственности, достижениями в труде, науке, культуре, искусстве, укреплении дружбы и сотрудничества между народами[18]
- золотой наперсный крест (1995)
- крест с украшениями (2001)
- В Ростовском районе Ярославской области, где игумен Олег в течение 10 лет служил настоятелем храма, ему присвоено звание «Почётного Гражданина».
- 19 декабря 2007 года игумен Олег был награждён международной общественной наградой орденом «За заслуги перед соотечественниками» I-й степени.
- 20 декабря 2009 года награждён юбилейной медалью «10-летие Православия в Таиланде», являющейся таиландской общественной наградой.
- 30 ноября 2011 года награждён Орденом святителя Иннокентия, митрополита Московского и Коломенского III-степени. («Во внимание к усердным трудам на благо Святой Церкви, а также в связи с 50-летием со дня рождения»)[19]
- 30 ноября 2011 года за большой вклад в развитие духовности и культуры, миссионерскую и благотворительную деятельность награждён высшей наградой Российского Фонда Мира — золотой медалью «За миротворческую и благотворительную деятельность».
- 27 марта 2013 года от имени Управления полиции Таиланда и мэрии Паттайи архимандриту Олегу (Черепанину), Представителю Русской Православной Церкви (Московский Патриархат) была вручена благодарственная грамоты за участие и вклад в проект «Безопасность Паттайского сообщества» («Pattaya Community Safety»)[20].
- Почётная грамота Правительственной комиссии по делам соотечественников за рубежом (2017)[21]
- орден святого равноапостольного Николая, архиепископа Японского, II степени (28 ноября 2021) — «во внимание к трудам на благо Святой Церкви и в связи с 60-летием со дня рождения»[22]

## Публикации
- Святые таинства: Таинство крещения // Русь, 1995, № 5.
- ТОТАЛИТАРНЫЕ СЕКТЫ В ЯРОСЛАВСКОЙ ОБЛАСТИ Архивная копия от 27 ноября 2016 на Wayback Machine // Миссионерское обозрение, № 9/1996

интервью
- О православной жизни в Таиланде, Лаосе и Камбодже Архивная копия от 19 февраля 2009 на Wayback Machine. Беседа с представителем Русской Православной Церкви в Таиланде игуменом Олегом (Черепаниным) // pravoslavie.ru, 16 февраля 2009
- Сложно ли молиться в тропическом раю? Беседа о тайской православной миссии с архимандритом Олегом Черепаниным Архивная копия от 5 июня 2014 на Wayback Machine // pravoslavie.ru, 19 июля 2011
- «МЫ ЛИШЬ СОРАБОТНИКИ У БОГА». Интервью с представителем Русской Православной Церкви в Королевстве Таиланд архимандритом Олегом (Черепаниным) Архивная копия от 18 декабря 2018 на Wayback Machine // pravoslavie.ru, 11 июня 2012
- Православие по-тайски: Бангкок, Пхукет, Самуи, далее везде. Интервью с представителем Русской Православной Церкви в Таиланде архимандритом Олегом (Черепаниным) Архивная копия от 13 ноября 2017 на Wayback Machine // pravoslavie.ru, 28 декабря 2012
- Архимандрит Олег (Черепанин): «Наша принципиальная позиция — не оказывать никакого давления и насилия при обращении тайцев» Архивная копия от 12 августа 2013 на Wayback Machine // patriarchia.ru, 7 августа 2013
- 2016-12-19 интервью архимандрита Олега (Черепанина) (видео)